# Майборода, Иосиф Яковлевич
Иосиф Яковлевич Майборода (12 августа 1914, Изюмский район — не позднее 1985, Донецк) — советский хозяйственный, государственный и политический деятель, Герой Социалистического Труда.

## Биография
Родился в 1914 году в селе Цареборисов Изюмского уезда. Член КПСС.
Участник Великой Отечественной войны, командир взвода, заместитель командира батареи, командир батареи, командир дивизиона, начальник штаба, заместитель командира 1013-го артиллерийского полка 21-й артиллерийской дивизии. С 1946 года — на хозяйственной, общественной и политической работе. 
В 1946—1976 гг. — машинист экскаватора Донбассканалстроя Министерства монтажных и специальных строительных работ Украинской ССР.
Указом Президиума Верховного Совета СССР от 7 февраля 1963 года присвоено звание Героя Социалистического Труда с вручением ордена Ленина и золотой медали «Серп и Молот».
Умер в Донецке до 1985 года.